# Kaspar Bienemann
Kaspar Bienemann (né le 3 janvier 1540 à Nuremberg ; mort le 12 septembre 1591 à Altenbourg) est un théologien et poète.

## Biographie
Fils d'un bourgeois de Nuremberg, il fait ses études à Leipzig, Iéna et Tübingen. L'empereur Maximilian II l'envoie alors en Grèce comme interprète à l'ambassade. C'est à cette occasion qu'il prend le nom de plume Melissander. À son retour, Kaspar Bienemann est nommé professeur à Lauingen, en Bavière. En tant que strict pasteur luthérien, Bienemann est impliqué dans les controverses théologiques de son époque. Il est surintendent général du duché de Palatinat-Neubourg mais les controverses de la Contre-Réforme le contraignent à démissionner et le duc Jean-Guillaume de Saxe-Weimar le nomme en 1571 précepteur du Prince héritier Frédéric-Guillaume Ier de Saxe-Weimar. À ce moment, il reçoit son doctorat de l'université d'Iéna. À la mort du duc, en mars 1573, son fils adhère au calvinisme et limoge les adeptes de Luther. Bienemann part donc et on le retrouve en 1578 super intendant général d'Altenbourg où il meurt.
On trouve encore dans le « Evangelisches Gesangbuch » (EG 367) son chant Herr, wie du will(s)t, so schick's mit mir. Johann Sebastian Bach en utilise la première strophe en 1724 pour sa cantate Herr, wie du willt, so schicks mit mir, BWV 73 à l'occasion du troisième dimanche après l'Épiphanie ; ce chant est également repris dans le sixième mouvement de la cantate Ich steh mit einem Fuss im Grab! BWV 156 ainsi que dans le choral éponyme BWV 339.